# We Are Never Ever Getting Back Together
"We Are Never Ever Getting Back Together" là một bài hát được thu âm bởi nữ ca sĩ kiêm người viết bài hát người Mỹ Taylor Swift. Bài hát nằm trong album phòng thu thứ tư của cô, Red (2012), và được sáng tác bởi Taylor Swift, Max Martin và Shellback, trong đó Max Martin và Shellback cũng đảm nhiệm luôn vai trò sản xuất âm nhạc cho bài hát. Đây là đĩa đơn đầu tiên từ Red, được phát hành trên các trang phân phối âm nhạc trực tuyến vào ngày 14 tháng 8 năm 2012 bởi hãng thu âm Big Machine Records. Về phần nhạc, "We Are Never Ever Getting Back Together" là một bài hát mang ảnh hưởng mạnh mẽ của dòng nhạc pop mà cô thử nghiệm trong album mới của mình; còn về phần lời, bài hát miêu tả sự chán nản của Swift khi người yêu cũ của cô muốn hàn gắn lại mối quan hệ giữa hai người. Tạp chí Rolling Stone đã xếp bài hát này vị trí thứ hai trong số các bài hát xuất sắc nhất năm 2012, trong khi đó trên bảng bình chọn cuối năm của tạp chí Time, bài hát đứng ở hạng thứ tư. "We Are Never Ever Getting Back Together" đã nhận được đề cử cho Giải Grammy ở hạng mục Thu âm của năm. Ngoài ra, bài hát còn được đề cử ở Giải Sự lựa chọn của Công chúng cho hạng mục Bài hát yêu thích của năm.
"We Are Never Ever Getting Back Together" đã nhanh chóng gặt hái được nhiều thành công về mặt thương mại, trở thành bài nhạc số được tiêu thụ nhanh nhất trong tuần đầu tiên được trình bày một nữ nghệ sĩ, đứng đầu các bảng xếp hạng iTunes trên thế giới và vượt qua được kỷ lục mà đĩa đơn "Born This Way" của Lady Gaga và "Tik Tok" của Kesha đã từng làm được. Đây là bài hát đầu tiên trong sự nghiệp của Swift giành được vị trí quán quân trên bảng xếp hạng Billboard Hot 100, và cũng là bài hát đầu tiên giữ được ngôi vị này trong hơn một tuần lễ sau một cú nhảy vọt thứ hạng, kể từ khi "My Life Would Suck Without You" của nữ ca sĩ Kelly Clarkson nắm vị trí quán quân trong hai tuần lễ sau khi nhảy từ vị trí thứ 97 lên ngôi vị đầu bảng. Video âm nhạc của bài hát, do Declan Whitebloom làm đạo diễn, được đăng tải trên kênh VEVO chính thức của Swift vào ngày 31 tháng 8 năm 2012. Đây là video âm nhạc đầu tiên có độ phân giải 4K và video này cũng nhận được nhiều phản hồi tích cực từ giới phê bình. Đĩa đơn CD của bài hát được phát hành vào tháng 9 năm 2012 trên cửa hàng trực tuyến chính thức của Swift, trang Amazon.com và các cửa hàng Walmart ở Mỹ. Đĩa đơn này đã được chứng nhận năm đĩa Bạch kim bởi Hiệp hội Công nghiệp ghi âm Hoa Kỳ (RIAA). "We Are Never Ever Getting Back Together" hiện là một trong những đĩa đơn bán chạy nhất thế giới với tổng doanh số toàn cầu đến nay đã vượt mức 7 triệu bản (theo IFPI).

## Bối cảnh và phát hành

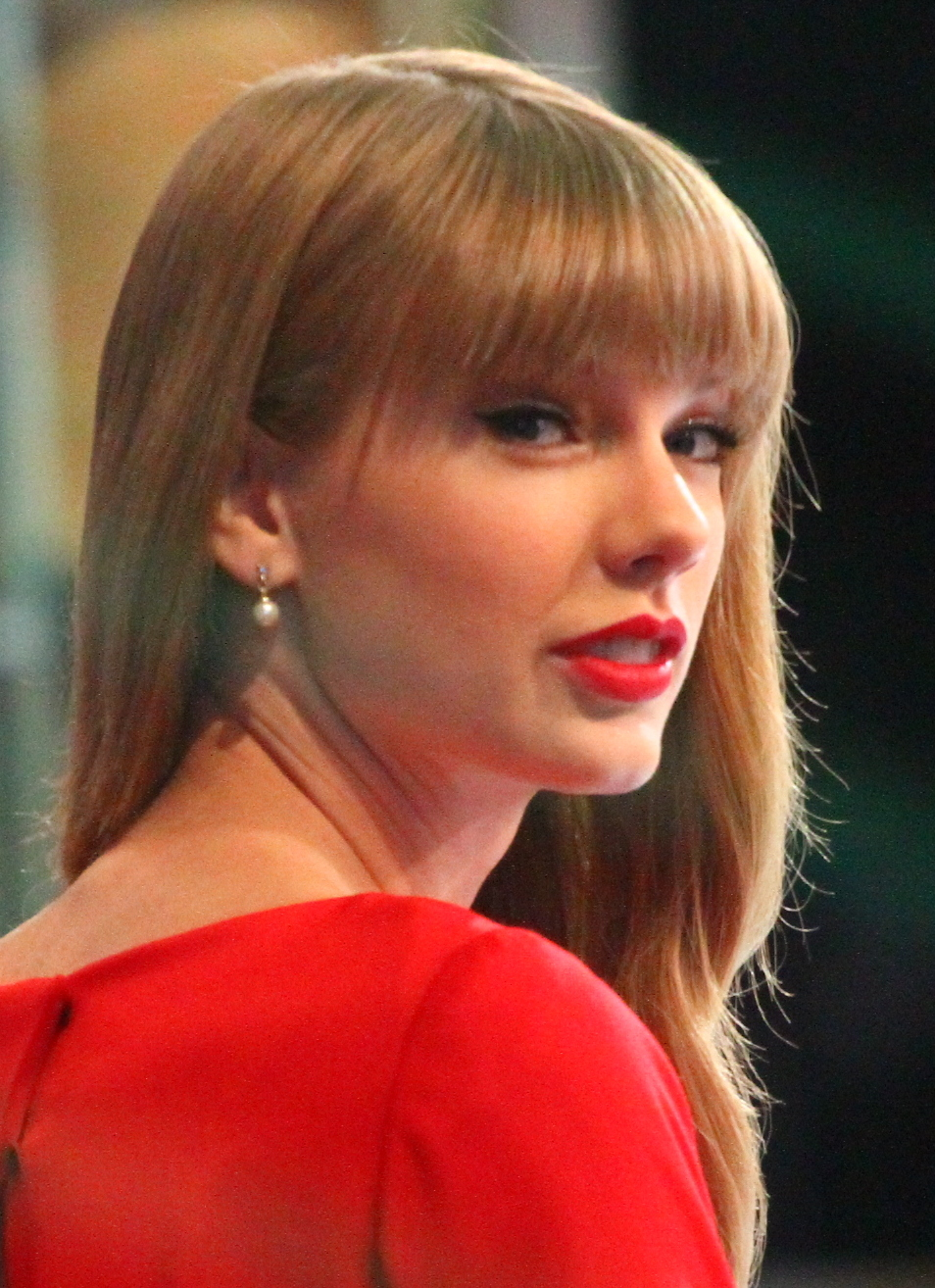
Taylor Swift xuất hiện trên Good Morning America bình luận về "We Are Never Ever Getting Back Together" và cho khán giả nghe thử bài hát.

Sau khi sáng tác toàn bộ album Speak Now (2010) hoàn toàn độc lập, Taylor Swift quyết định hợp tác với nhiều người viết bài hát và nhà sản xuất âm nhạc khác nhau cho album Red. Do đó, cô đã liên lạc với Max Martin và Shellback, hai người viết bài hát và nhà sản xuất âm nhạc mà cô ngưỡng mộ, để bàn luận về việc hợp tác nếu có thể. Cả ba người bắt đầu hình thành những ý tưởng cho "We Are Never Ever Getting Back Together" một thời gian ngắn sau khi một người bạn của bạn trai cũ của Swift bước vào phòng thu âm và kể cho cô nghe về những tin đồn mà anh ta nghe được về việc Swift và người tình cũ đang tái hợp. Sau khi người bạn đó rời đi, Martin và Shellback đã hỏi cô chi tiết về mối quan hệ này, và cô miêu tả nó "chia tay, rồi lại quay lại, chia tay, rồi lại quay lại, chỉ là, ugh, rất tệ". Khi Martin gợi ý về việc viết một bài hát về vấn đề ấy, Swift bắt đầu lấy guitar ra và hát "We are never ever......", và cứ như thế, bài hát dần dần được phát triển. Cô miêu tả quá trình sáng tác bài hát là một trong những trải nghiệm hài hước nhất mà cô từng có trong khi thu âm, và Swift cũng thêm rằng hai đối tác âm nhạc rất tâm đầu ý hợp với cô. Một đoạn âm ngắn có chứa giọng của Swift mỉa mai nói về những lần chia tay có thể được nghe thấy trước đoạn điệp khúc cuối cùng của bài hát. Bài hát này được cho rằng nói về Jake Gyllenhaal, một người yêu cũ của Swift, hai người họ đã chia tay vào tháng 1 năm 2011 nhưng một vài ngày sau đó lại thấy họ đi hẹn hò cùng nhau. Sau khi video âm nhạc của bài hát được phát hành, thêm nhiều manh mối kết nối bài hát với Gyllenhaal lại nảy sinh, trong đó bao gồm việc diễn viên nam chính nhìn khá giống Gyllenhaal, và việc anh đưa cho Swift một chiếc khăn quàng cổ ở trong video cũng y hệt như việc mà Gyllenhaal đã từng làm trước đó, thêm vào đó là chiếc vòng tay mà Swift đeo trong video được cho là tương đồng với chiếc vòng mà Gyllenhaal được đồn là đã tặng Swift trong ngày sinh nhật của cô.
Swift ra mắt đĩa đơn này vào ngày 13 tháng 8 năm 2012 trong một buổi trò chuyện trực tuyến qua Google+, bài hát đã được phát hành trên Google Play dưới định dạng nhạc số cùng ngày hôm đó và trên iTunes và Amazon.com vào ngày kế tiếp, 14 tháng 8. Một video lời bài hát cũng được ra mắt trên kênh VEVO chính thức của Swift. "We Are Never Ever Getting Back Together" được gửi đến đài phát thanh Adult contemporary vào ngày 13 tháng 8 năm 2012 và tới các đài phát thanh mainstream vào ngày hôm sau. Bài hát sau đó được phát hành trên đài phát thanh đồng quê vào ngày 21 tháng 8 năm 2012. Video của bài hát được ra mắt vào ngày 30 tháng 8 năm 2012. Một phiên bản đĩa đơn CD giới hạn có đánh số thứ tự được phát hành trên cửa hàng trực tuyến chính thức của Swift và trang Amazon.com vào ngày 4 tháng 9,2012. Đĩa đơn CD giới hạn này được gói kèm cùng với một áo thun và một ba lô "We Are Never Ever Getting Back Together", Đĩa đơn này cũng có thể được mua riêng lẻ. Ngoài ra một phiên bản CD khác cũng được phát hành tại các cửa hàng Walmart Mỹ cùng ngày.

## Biên soạn và ca từ
Với tổng thời lượng ba phút và mười hai giây, "We Are Never Ever Getting Back Together" mang nặng ảnh hưởng của nhạc điện tử và phong cách nhạc pop, đây được coi là một sự đổi mới trong âm nhạc của Swift. Phiên bản nhạc đồng quê được phát hành trên các đài phát thanh có nhiều sự cải biên nhất định so với phiên bản gốc khi thay thế các nhạc cụ như guitar, máy trống, synthesiser bằng băng cầm, măng cầm, fiddle, hạ uy cầm và trống lẫy. Bài hát được viết ở khóa Son trưởng trên nhịp 4/4, nhịp độ chậm với 86 nhịp trên phút. Giọng ca của Taylor Swift dao động trên một quãng tám và bốn nốt, từ G3 tới D5. Bài hát có xuất hiện những âm thanh của guitar thùng (với một vài âm thanh bị nghịch đảo) và nhiều âm synthesizer trên nền nhịp trống điện tử. Bài hát được sáng tác bởi Swift cùng với Max Martin và Shellback. Phần lời bài hát nói về sự chán nản của Swift khi người bạn trai cũ của cô luôn muốn hàn gắn lại mối quan hệ của hai người. AllMusic miêu tả đây là một bài hát mang thể loại dance-pop.

## Đánh giá chuyên môn
| Đánh giá chuyên môn | Đánh giá chuyên môn |
| Nguồn đánh giá      | Nguồn đánh giá      |
| Nguồn               | Đánh giá            |
| ------------------- | ------------------- |
| Billboard           | 85/100              |
| Common Sense Media  | [ 23 ]              |
| Digital Spy         | [ 24 ]              |
| Rolling Stone       | [ 25 ]              |

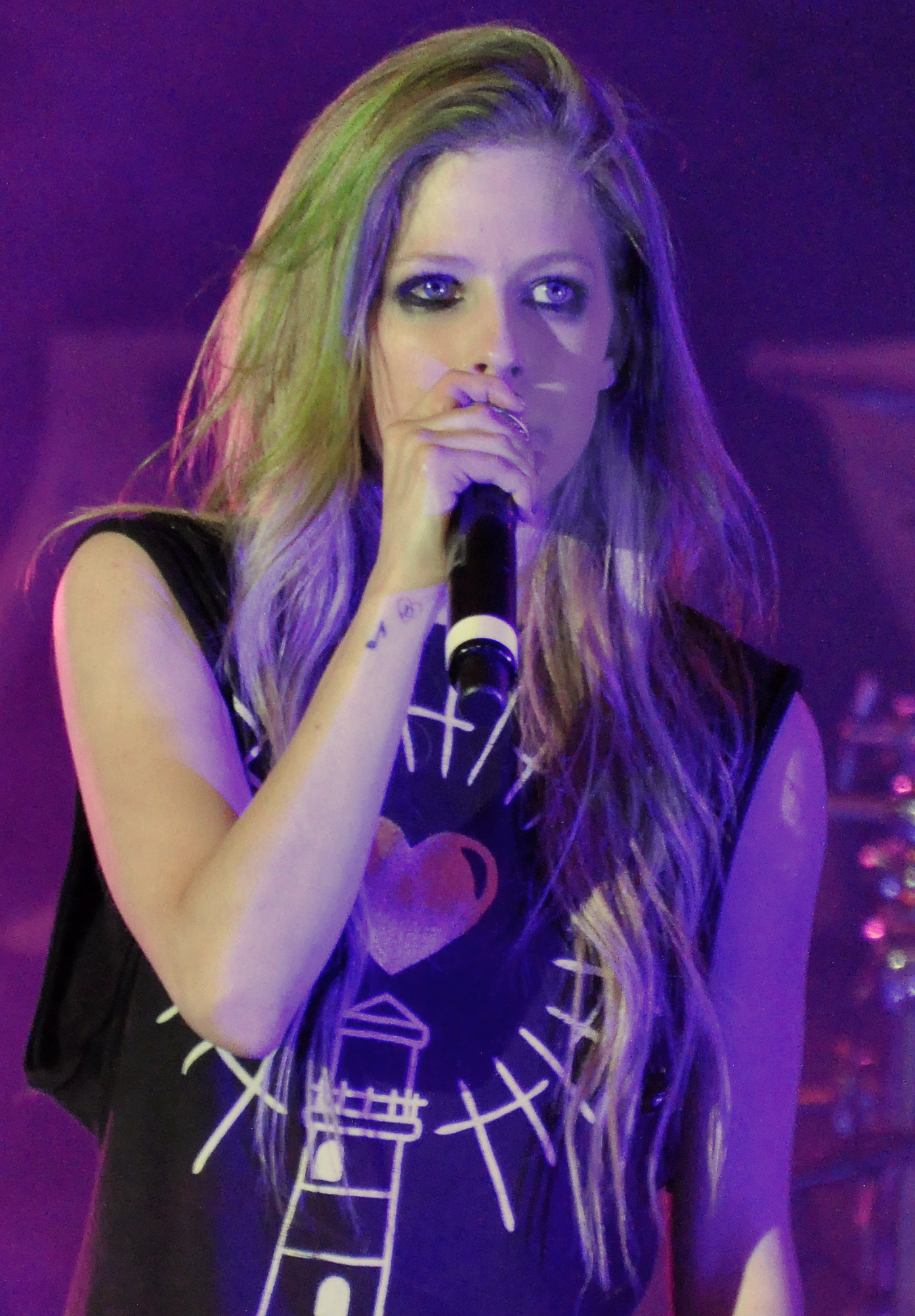
Một số nhà phê bình cho rằng bài hát chịu một số ảnh hưởng nhất định từ âm nhạc của Avril Lavigne.

Kể từ khi phát hành, "We Are Never Ever Getting Back Together" đã nhận được nhiều đánh giá tích cực từ phía các nhà phê bình âm nhạc. Robert Myers của tờ The Village Voice cảm thấy bài hát mặc dù "hay" nhưng vẫn chưa phải là bài hát hay nhất mà Swift có thể thực hiện được. Cô cho rằng Swift quyết định chọn bài hát này làm đĩa đơn đầu tiên là vì mục đích thương mại: "Tôi nghi ngại 'Never Ever' gần như sẽ là bài hát hay nhất trong Red; đây là một trích đoạn, một dấu hiệu cho những người hâm mộ của cô ấy về những gì sắp diễn ra. Điều này nghe giống như một phép toán thương mại tồi tệ nhất vậy, nhưng tôi lại không nghĩ như thế. Sự kết nối của Swift với khán giả có lẽ còn quan trọng hơn cả sự kết nối của cô ấy với những người bạn trai. Và ở đây có một nét tài hoa: đoạn nói chuyện ngắn ở sau phần middle 8." Grady Smith của tờ Entertainment Weekly thì lại đưa ra một phép so sánh nhỏ với âm nhạc của Avril Lavigne, đồng thời anh cũng ca ngợi "đoạn hook không thể phủ nhận, cuốn hút ngay tức khắc". Trong khi miêu tả bài hát này bằng từ "hân hoan", anh cũng không quên bày tỏ sự quan tâm của mình tới việc "sự đa cảm thiếu niên" trong bài hát đã đánh dấu một bước lùi sau tất cả những cố gắng của cô trong album Speak Now. Jody Rosen từ Rolling Stone cũng đề cao đoạn hook của bài hát này với "một sức sống Stockholm hơn là Nashville. Nhưng vẫn không thể nhầm lẫn được đó chính là Taylor: một mối quan hệ dí dỏm sau khi kết thúc, được mang tới bằng thứ ngôn ngữ không thể bắt chước được của một cô gái rất-con-gái. Và đoạn ngắn này – "I'm just, I mean, this is exhausting. Like, we are never getting back together. Like, ever" – có lẽ là đoạn thoại giang tấu siêu phàm nhất của dòng nhạc pop kể từ khi Barry White qua đời."
Marah Eakin từ The A.V. Club bình luận: "Với tiếng trống đập mạnh, sự nhấn lệch rõ ràng, và ca từ quái đản một cách nhẹ nhàng, đây là một giấc mơ thiếu niên theo phong cách của những bài ca dễ thuộc khác của Swift như "Love Story" hay "You Belong with Me." Trong khi đó, Kevin Coyne của Country Universe lại chấm bài hát này một điểm D và gọi đây là "một bước lùi lớn". James Montgomery từ MTV cho rằng bài hát "ảo diệu" này có thể "đại diện cho một bước ngoặt trong sự nghiệp của cô ấy... Swift đã không còn cảm thấy hứng thú khi phải làm một nạn nhân... [Cô ấy] đã phô bày ra những nét ngang ngạnh và tự do của mình". Anh cũng cho rằng bài hát sẽ "chế ngự được các đài phát thanh... tất cả những thứ guitar sáng láng, óng ánh và những đoạn điệp khúc cừ khôi, mạnh mẽ ấy". Amy Sciarretto của Popcrush ca ngợi Swift vì đã bắt được "cảm xúc chung trong một bài hát lạc quan, quyền lực" và mô tả bài hát này là "một trong những giai điệu bắt tai nhất mà cô từng sáng tác". Jonathan Keefe từ Slant Magazine lại miêu tả "đoạn hook đầy giai điệu" là phần hay nhất của bài hát, nhưng cũng phê bình "ngữ cú khoa trương" của Swift. Anh miêu tả phần phô giọng của cô giống như một "phát súng tịt hoàn toàn", chỉ ra rằng giọng hát của cô đang ở mức độ "khó chịu và giống âm mũi nhất". Tuy nhiên, Keefe cảnh báo rằng cũng khá là "hấp tấp" khi nói bài hát "pop toàn bộ" này "chẳng có gì hơn ngoài một cuộc chia tay nhất thời". David Malitz từ The Washington Post thấy bài hát này quá non nớt và cũng chỉ ra "đoạn điệp khúc rất bắt tai nhưng nếu đây là đại diện cho những gì được chờ đón từ Red, thì thật là khó để có thể trở nên quá vui mừng". Glenn Gamboa của Newsday lại mô tả bài hát này "tràn đầy giai điệu theo một cách pop thú vị, phần nào hơn là phong cách đồng quê hiện đại thường thấy của cô ấy... Một phần phép thuật của T. Swizzle là cái cách mà cô ấy làm cho các bài hát của mình nghe chân thật và vui chuyện và 'Never Ever' cũng không phải ngoại lệ". Billy Dukes của Taste of Country cũng nói rõ rằng "[Swift] đã bắt được cơn nóng giận của tình yêu trẻ lạc lối hơn bất kỳ một ai khác kể từ, ừ thì… [Taylor] Swift" và rằng giai điệu của bài hát rất "khó để nắm rõ ngay." Trong khi đó, Camille Mann của CBS News lại nghĩ rằng bài hát khá "bắt tai".
Rolling Stone xếp "We Are Never Ever Getting Back Together" làm bài hát hay thứ nhì năm 2012 trong cuộc bình chọn cuối năm của các nhà phê bình: "Nó cũng giống như Cuộc chiến giữa các vị thần: Swift, ca sĩ hay người viết bài hát nhạc pop nổi tiếng nhất thế giới, hợp tác với Max Martin, nhà sản xuất người Thụy Điển đại tài đã từng là Dr. Evil của giới trash-disco trong hơn một thập kỷ. Cũng không mấy ngạc nhiên, họ đã bày ra một cơn thịnh nộ tuổi trẻ hoàn hảo dài ba phút về những cô gái nông thôn trở nên điên cuồng trước những chàng trai indie xúc cảm, dẫn đầu các bảng xếp hạng còn nhanh hơn cả khi bạn kịp nói "Thật là hết sức." Đây là một bài hát chia tay mà có thể sẽ có ít cái để nói về chàng trai mà nó nhắm tới hơn là một lượng lớn những cô gái nông thôn giận dữ mà Swift đã đưa tới đỉnh cao của giới âm nhạc. Bài hát này đứng vị trí thứ tư trong "Danh sách 10 bài hát đứng đầu năm 2012" của tạp chí Time. Bài hát cũng được bầu chọn làm đĩa đơn xuất sắc thứ sáu của năm 2012 trong cuộc bầu chọn Pazz & Jop của các nhà phê bình hàng năm lần thứ 40 từ The Village Voice. "We Are Never Ever Getting Back Together" ngoài ra cũng nhận được đề cử Grammy cho Thu âm của năm ở Giải Grammy năm 2013.

## Thành tích thương mại

### Khu vực Bắc Mỹ
Bài hát ra mắt tại vị trí thứ thứ 72 trên bảng xếp hạng Billboard Hot 100 dựa trên số lượt phát thanh chỉ trong hai ngày của tuần lễ kết thúc ngày 25 tháng 8 năm 2012. Trong tuần lễ thứ hai, bài hát nhảy vọt lên vị trí quán quân. Đây là bài hát đầu tiên trong sự nghiệp của Swift giữ vị trí đầu bảng Billboard Hot 100 và cũng là bài hát thứ mười một của cô lọt vào top mười, đứng ngang hàng với Kenny Rogers về số lượng các bài hát của một nghệ sĩ nhạc đồng quê lọt vào top mười trong lịch sử bảng xếp hạng này. Điều này cũng giúp cho Swift trở thành nữ ca sĩ nhạc đồng quê đầu tiên dẫn đầu bảng xếp hạng Billboard Hot 100 kể từ khi Carrie Underwood ra mắt ở vị trí quán quân vào tháng 7 năm 2005 với đĩa đơn "Inside Your Heaven." "We Are Never Ever Getting Back Together" giữ vững vị trí này trong hai tuần sau một cú nhảy vọt thứ hạng lớn, giúp Swift trở thành nghệ sĩ thứ hai có được danh hiệu này sau "My Life Would Suck Without You" của Kelly Clarkson. Trong tuần lễ thứ năm xuất hiện trên bảng xếp hạng, "We Are Never Ever Getting Back Together" quay trở lại vị trí quán quân sau một tuần bị đẩy xuống vị trí thứ hai, giúp bài hát trở thành bài hát đồng quê thứ hai giữ được vị trí quán quân trong ba tuần kể từ khi "Lady" của Kenny Rogers đứng đầu bảng xếp hạng trong sáu tuần vào năm 1980. Đĩa đơn giữ vững vị trí ở top mười trong tổng cộng mười ba tuần, cùng hạng với "Love Story" trở thành đĩa đơn thứ hai trong sự nghiệp của Swift nằm trong top mười trong thời gian lâu nhất, trên tổng cộng hai mươi tư tuần đĩa đơn xuất hiện trong bảng Billboard Hot 100.
"We Are Never Ever Getting Back Together" lọt vào bảng xếp hạng Billboard Radio Songs ở vị trí thứ hai mươi lăm, vị trí ra mắt cao nhất của một nữ nghệ sĩ nhạc đồng quê trong lịch sử 21 năm của bảng xếp hạng này. Đĩa đơn lọt vào top mười ở vị trí thứ mười trong tuần lễ thứ tư sau khi phát hành, trở thành bài hát thứ tư của Swift lọt vào top mười của bảng xếp hạng Billboard Radio Songs. Bài hát đạt cao nhất là vị trí thứ ba trong tuần lễ kết thúc ngày 3 tháng 10 năm 2012 và tiếp tục nắm giữ vị trí này trong tổng cộng ba tuần lễ không liên tiếp.
Trên bảng xếp hạng Billboard Hot Country Songs, bài hát ra mắt tại vị trí thứ mười ba trong tuần lễ kết thúc ngày 1 tháng 9 năm 2012, cùng giữ danh hiệu bài hát có vị trí ra mắt cao thứ hai trên bảng xếp hạng này cùng với "Feel Like a Rock Star" của Kenny Chesney và Tim McGraw, và cũng giữ danh hiệu bài hát có vị trí ra mắt cao nhất đối với một nữ nghệ sĩ đồng quê hát đơn, vượt qua "So Small" của Carrie Underwood. Ngày 11 tháng 10 năm 2012, Billboard bổ sung một chính sách mới cho bảng xếp hạng Hot Country Songs rằng các số liệu về lượt tải nhạc số và nghe thử sẽ bao gồm 50 vị trí thứ hạng, cùng với những số liệu về lượt phát trên các đài phát thanh được giám sát bởi Nielsen BDS. Cũng vì sự thay đổi về phương pháp này, "We Are Never Ever Getting Back Together" nhảy vọt từ vị trí hai mươi mốt lên vị trí thứ nhất của bảng Billboard Hot Country Songs và trở thành bài hát thứ bảy của Swift có được vị trí này. Nhờ vậy, "We Are Never Ever Getting Back Together" trở thành bài hát đầu tiên dẫn đầu cả hai bảng xếp hạng đồng quê và Hot 100 kể từ "Amazed" của Lonestar vào tháng 3 năm 2000. Khi bài hát dẫn đầu bảng xếp hạng ở tuần lễ thứ chín vào ngày 15 tháng 12, bài hát đã vượt qua "Once a Day" của Connie Smith (thứ tháng 11 năm 1964 tới tháng 1 năm 1965) về thời gian giữ vị trí quán quân đối với một nữ nghệ sĩ hát đơn; thêm vào đó, bài hát đã trở thành bài hát đầu tiên giữ vị trí quán quân trong chín tuần lễ liên tiếp kể từ khi David Houston làm được với "Almost Persuaded" (từ tháng 8 tới tháng 10 năm 1966). Sau khi bị đẩy xuổng vị trí thứ hai trong ba tuần kế đó, bài hát quay trở lại với vị trí quán quân vào ngày 12 tháng 1 năm 2013 nhờ sự tăng trong lượt tải kỹ thuật số vào tuần lễ trước đó, giúp cho bài hát có được tổng cộng mười tuần lễ đứng ở vị trí quán quân, trở thành bài hát đầu tiên có được ít nhất mười tuần lễ đứng đầu bảng xếp hạng này kể từ "Love's Gonna Live Here" của Buck Owens (16 tuần lễ vào năm 1963-1964). Tuy nhiên đây cũng là đĩa đơn đầu tiên của Swift không lọt được vào Top 10 của bảng xếp hạng Country Airplay do bài hát bị nhiều đài phát thanh nhạc đồng quê cho là quá pop.
Trên bảng xếp hạng Billboard Pop Songs, "We Are Never Ever Getting Back Together" ra mắt tại vị trí thứ mười tám, vị trí ra mắt cao thứ năm trong lịch sử bảng xếp hạng, và nhanh chóng vươn lên nắm giữ vị trí á quân trong bốn tuần, xếp sau đĩa đơn "One More Night" của Maroon 5. Bài hát ra mắt tại vị trí thứ mười sáu trên bảng xếp hạng Billboard Adult Contemporary, vị trí mở đầu cao nhất cho một bài hát không phải nhạc nghỉ lễ của một nữ nghệ sĩ kể từ khi "There You'll Be" của Faith Hill ra mắt ở vị trí thứ mười lăm trong tuần lễ ngày 2 tháng 6 năm 2001. Ở tuần lễ kết thúc ngày 20 tháng 10 năm 2012, bài hát lọt vào top mười ở vị trí thứ mười và giữ nguyên vị trí này trong tổng cộng mười tuần lễ không liên tục.
"We Are Never Ever Getting Back Together" ra mắt ở vị trí quán quân trên bảng xếp hạng Billboard Hot Digital Songs, với doanh số 623,000 bản kỹ thuật số trong tuần lễ kết thúc ngày 1 tháng 9 năm 2012. Đây là đĩa đơn quán quân thứ tư của Swift trên bảng xếp hạng này. Điều này giúp cho bản thu trở thành đĩa đơn có doanh thu nhạc số tuần đầu lớn nhất từ trước tới nay đối với bài hát của một nữ nghệ sĩ, vượt qua kỷ lục được tạo ra bởi "Tik Tok" của Kesha với 610,000 bản kỹ thuật số trong tuần lễ có doanh thu cao nhất. "We Are Never Ever Getting Back Together" cũng vượt mặt "Born This Way" của Lady Gaga trở thành bài hát của một nữ nghệ sĩ có doanh thu tuần đầu lớn nhất. Đây cũng là bài hát có doanh thu tuần đầu lớn thứ hai trong lịch sử. Trước đó chỉ có "Right Round" của Flo Rida mới có doanh số cao hơn, khi bài hát này giữ vị trí đầu bảng Digital Songs với 636,000 bản vào tuần lễ ngày 28 tháng 2 năm 2009. "We Are Never Ever Getting Back Together" tiếp tục giữ vị trí đầu bảng xếp hạng Digital Songs với 307,000 lượt tải về. Dù doanh số giảm 51%, Bài hát vẫn trở thành một trong năm bài hát của năm 2012 có số lượt tải về lớn hơn 300,000 trong nhiều tuần. Bài hát vẫn nắm giữ vị trí quán quân trong ba tuần lễ tiếp đó, trở thành bài hát đầu tiên giữ vị trí đầu bảng xếp hạng Billboard Hot Digital Songs kể từ khi Eminem và Rihanna có được vị trí này với "Love the Way You Lie" vào tháng 7 năm 2010. "We Are Never Ever Getting Back Together" đạt mốc ba triệu lượt tải về vào tháng 11 năm 2012 và đã được chứng nhận năm đĩa Bạch kim bởi Hiệp hội Công nghiệp ghi âm Hoa Kỳ, giúp nó trở thành bài hát thứ sáu của Swift vượt mức doanh số hai triệu, nhiều hơn bất cứ một ca sĩ nhạc đồng quê nào tại Mỹ. Tính tới tháng 11 năm 2014, bài hát đã được tiêu thụ 3.9 triệu bản tại Hoa Kỳ.
"We Are Never Ever Getting Back Together" trở thành đĩa đơn quán quân thứ hai của Swift ở Canada, theo sau "Today Was a Fairytale," sau khi bài hát này ra mắt ở vị trí đầu bảng xếp hạng Canadian Hot 100, đồng hạng Eminem và Katy Perry về số lượng bài hát ra mắt ở vị trí quán quân. Bài hát đã dẫn đầu bảng xếp hạng này trong bốn tuần không liên tục,, nằm trong top mười tổng cộng mười ba tuần và xuất hiện trong bảng xếp hạng trong tổng cộng hai mươi tư tuần. Đĩa đơn đã được chứng nhận đĩa Vàng bởi Music Canada với lượng tải kỹ thuật số đạt mốc 40,000.

### Châu Âu và châu Đại Dương
"We Are Never Ever Getting Back Together" giúp Swift có được bài hát thứ hai lọt vào top mười của bảng xếp hạng UK Singles Chart của Vương quốc Anh sau khi bài hát ra mắt tại vị trí thứ năm, và sau đó leo lên vị trí cao nhất tại quốc gia này là vị trí thứ tư. Đĩa đơn đã bán được 465,000 bản tại Vương quốc Anh trong năm 2012, giúp nó trở thành đĩa đơn bán chạy thứ 26 trong năm đó. Bài hát nằm trong bảng xếp hạng của Vương quốc Anh tổng cộng hai mươi chín tuần; trong đó thời gian đĩa đơn này nằm trong top mười là mười tuần. "We Are Never Ever Getting Back Together" đã được chứng nhận đĩa Bạch kim vào tháng 7 năm 2014 bởi Hiệp hội Công nghiệp ghi âm Anh với tổng cộng 600,000 lượt tải về và nghe thử. Tại Ireland, bài hát nhảy lên vị trí thứ tư ở tuần lễ thứ hai sau khi ra mắt ở vị trí thứ mười một, trở thành đĩa đơn thứ hai của Swift lọt vào top mười ở đất nước này sau "Love Story" năm 2009. "We Are Never Ever Getting Back Together" ngoài ra cũng là đĩa đơn lọt top mười thứ hai của Swift tại Na Uy khi bài hát có được vị trí thứ bảy sau ba tuần phát hành. Bài hát cũng xuất hiện trên bảng xếp hạng Dutch Top 40 của Hà Lan tại vị trí thứ mười sáu, và trên bảng xếp hạng PROMUSICAE của Tây Ban Nha ở vị trí thứ chín.
"We Are Never Ever Getting Back Together" trở thành đĩa đơn thứ sáu của Swift lọt vào bảng xếp hạng ARIA Charts của Úc sau khi bài hát này nhảy từ vị trí thứ mười ba lên vị trí thứ ba ở tuần lễ thứ hai sau khi đĩa đơn được phát hành. Bài hát tiếp tục giữ vững vị trí thuộc top mười trong bảy tuần trên tổng cộng hai mươi tư tuần có mặt trong bảng xếp hạng. Đĩa đơn đã được chứng nhận năm đĩa Bạch kim bởi Hiệp hội Công nghiệp ghi âm Úc với doanh số hơn 350,000 bản, trở thành bài hát được chứng nhận cao nhất ở quốc gia này. Tại New Zealand, bài hát ra mắt tại vị trí thứ hai, là đĩa đơn có thứ hạng ra mắt cao nhất tuần đó, và tới tuần thứ hai bài hát vươn thẳng lên vị trí đầu bảng, trở thành đĩa đơn đầu tiên của Swift dẫn đầu bảng xếp hạng này. Bài hát giữ vững vị trí top mười trong chín tuần, với tổng số tuần có mặt trong bảng xếp hạng là mười chín, và đạt thứ hạng mười chín trong bảng xếp hạng cuối năm 2012 của New Zealand.

## Video âm nhạc

### Bối cảnh và phát hành
Video âm nhạc của bài hát được ra mắt trên kênh CMT, MTV và TeenNick vào ngày 30 tháng 8 năm 2012 lúc 19 giờ 49 phút theo giờ phương Đông, và sau đó trên trang MTV.com, CMT.com và VH1.com cùng ngày vào lúc 20 giờ theo giờ phương Đông. Video được đạo diễn bởi Declan Whitebloom, người đã từng giúp Swift thực hiện hai video âm nhạc trước đó của cô là "Mean" và "Ours". Video được quay theo phong cách giở sách với một máy quay Sony F65 Cinealta trong một cảnh quay liên tục không chỉnh sửa, với Swift xuất hiện trong tổng cộng năm bộ đồ khác nhau. Đây cũng là video âm nhạc đầu tiên có độ phân giải 4K. Theo Swift, cô muốn video này cũng phải "mưu mô y như bài hát ấy" và thêm rằng "Chỉ là đồ đan len ở khắp mọi nơi; chỉ là có nhiều sinh vật rừng rú được hiện ra." Trước khi video được phát hành, một đoạn xem trước dài mười bốn giây được đăng tải trên kênh YouTube chính thức của CMT vào ngày 30 tháng 8 năm 2012. Cuối tháng 5 năm 2015, video đã đạt mốc 300 triệu lượt xem trên YouTube.

### Nội dung
Video bắt đầu với cảnh Swift ngồi bên cửa sổ trong một bộ đồ ngủ sặc sỡ kể lại về mối quan hệ lúc chia tay lúc quay lại của cô với người bạn trai cũ (Noah Mills vào vai). Video sau đó chuyển sang cảnh Swift bước vào phòng khách nơi ban nhạc của cô xuất hiện trong những bộ đồ giả trang các loài động vật và Swift hát đoạn điệp khúc của bài hát. Video tiếp tục chuyển tới một chiếc TV đang chiếu cảnh Swift nói "Like, ever." và sau đó tới một phòng ăn nơi cô tiếp tục kể lại mối quan hệ của mình và nhận được một cuộc gọi từ người yêu cũ khi anh ta đang ở một hộp đêm. Swift dập máy và anh người yêu cũ cũng lọt ra ngoài màn hình. Sau đó cảnh quay chuyển sang một chiếc xe tải mà cả hai người đang bàn luận với nhau ở trong đó, rồi tới cảnh tản bộ của cặp đôi trong một công viên. Swift chạy đi và có một cuộc điện thoại, cô nói với người ở đầu dây bên kia rằng cô và người bạn trai sẽ không bao giờ quay trở lại với nhau và sự thất vọng của cô trong mối quan hệ ấy. Video cuối cùng trở lại với phòng khách của Swift nơi có một bữa tiệc đang được tổ chức và người bạn trai cũ của cô tới bày tỏ mong muốn được hàn gắn mối quan hệ, và cô đóng sập cánh của lại. Video kết thúc với cảnh Swift ngồi bên của sổ như lúc video mới bắt đầu và hát câu cuối cùng của bài hát.

### Tiếp nhận
James Montgomery từ MTV đề cao video âm nhạc của bài hát và cho rằng video "quả thực là một sự thiết đãi". Jim Farber của tờ New York Daily News lại bình luận về video rằng "Tông giọng và cách xử sự [của Swift] trong video thật vui chuyện và châm biếm, phù hợp một cách lý tưởng với hội người hâm mộ nữ thiếu niên đồ sộ của cô." Carl Williott của Idolator bình luận về nội dung của video "bạn còn đòi hỏi gì thêm từ phần nhìn của một bài pop #1?" Rolling Stone gọi đây là "một thứ hỗn xược cứng cỏi được vứt ra". David Greenwald của Billboard cho rằng video "là một bữa tiệc đầy mưu mẹo mà trong đó Swift đã hát và nhảy nhót với các thành viên của ban nhạc trong những bộ đồ thú vật xen giữa những cảnh hồi tưởng của mối quan hệ -- tất cả được quay trong một cảnh quay dài phức tạp. Swift đeo một cặp kính to và mặc những bộ đồ ngủ và nhún vai coi khinh người bạn trai cũ không-mấy-tốt-đẹp của mình."

## Biểu diễn trực tiếp

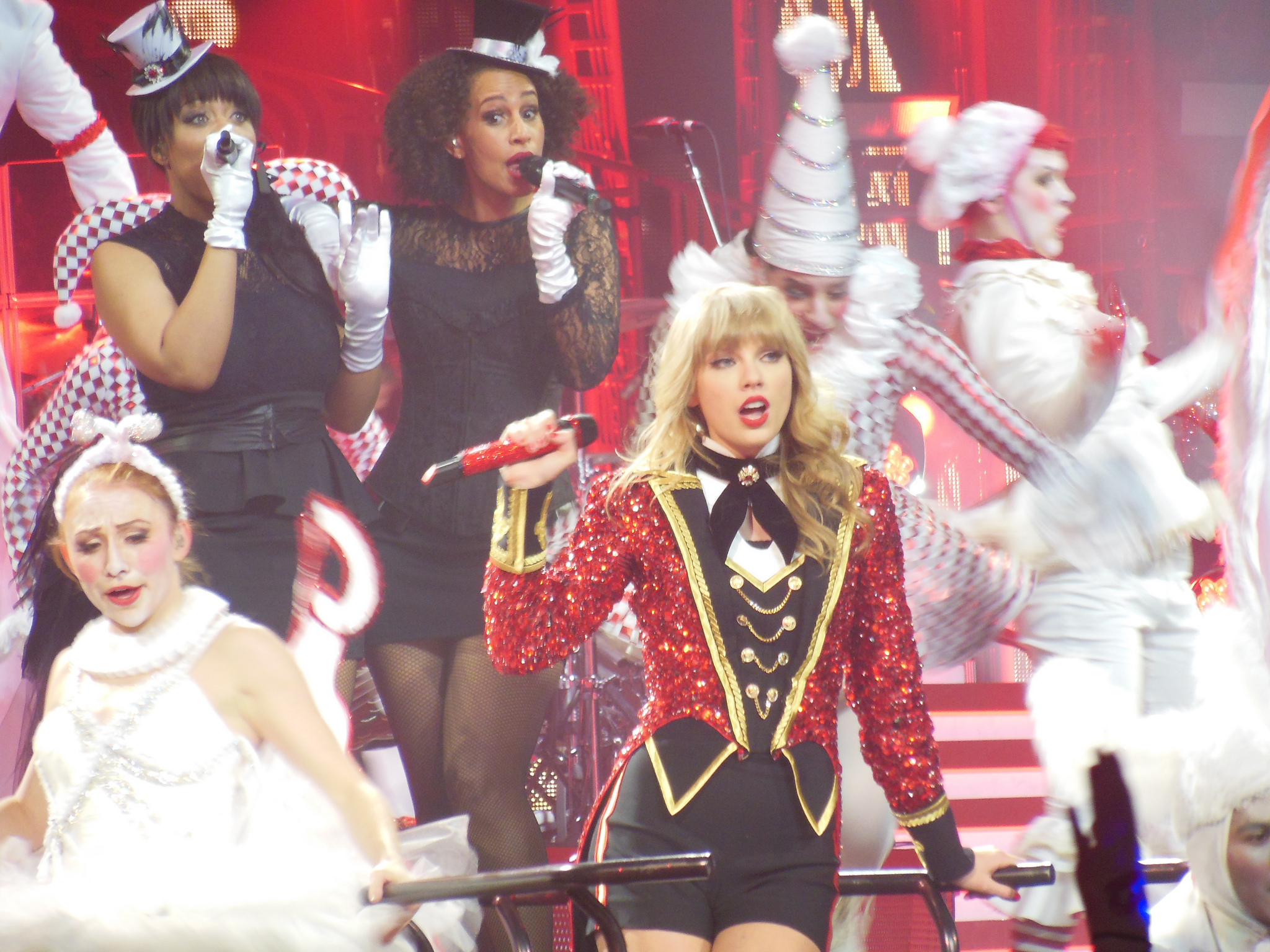
Swift biểu diễn trong chuyến lưu diễn Red Tour của cô vào năm 2013

Taylor Swift biểu diễn trực tiếp "We Are Never Ever Getting Back Together" lần đầu tiên tại Giải Video âm nhạc của MTV năm 2012 vào ngày 6 tháng 9 năm 2012 tại Trung tâm Staples ở Los Angeles. Swift là nghệ sĩ cuối cùng tham gia biểu diễn vào đêm hôm đó, cô mặc một chiếc áo thun kẻ sọc đỏ trắng và một chiếc quần soóc ngắn, bắt đầu biểu diễn ở một nơi nhìn giống như một phòng thu âm rồi sau đó mới lên biểu diễn ở sân khấu cùng với các ca sĩ hát bè, các vũ công và ban nhạc (trong trang phục động vật). Swift cũng biểu diễn bài hát này ở lễ hội âm nhạc iHeartRadio Music Festival. Ngày 14 tháng 10 năm 2012, cô biểu diễn bài hát trong chương trình The X Factor của Anh. Bài hát này cũng được Swift trình diễn trong chương trình truyền hình Đức Schlag Den Raab. Ngày 25 tháng 1 năm 2013, Swift mang "We Are Never Ever Getting Back Together" lên sân khấu giải thưởng Los Premios 40 Principales của Tây Ban Nha, và ngày kế sau đó tại Cannes, Pháp trong Giải thưởng Âm nhạc NRJ. Ngày 10 tháng 2 năm 2013, Swift biểu diễn "We Are Never Ever Getting Back Together" tại Giải Grammy năm 2013, đây là tiết mục mở màn của lễ trao giải.
Bài hát cũng nằm trong danh sách biểu diễn chính thức của cô cho chuyến lưu diễn Red Tour nhằm quảng bá cho album Red.

## Trong văn hóa đại chúng

### Phiên bản hát lại

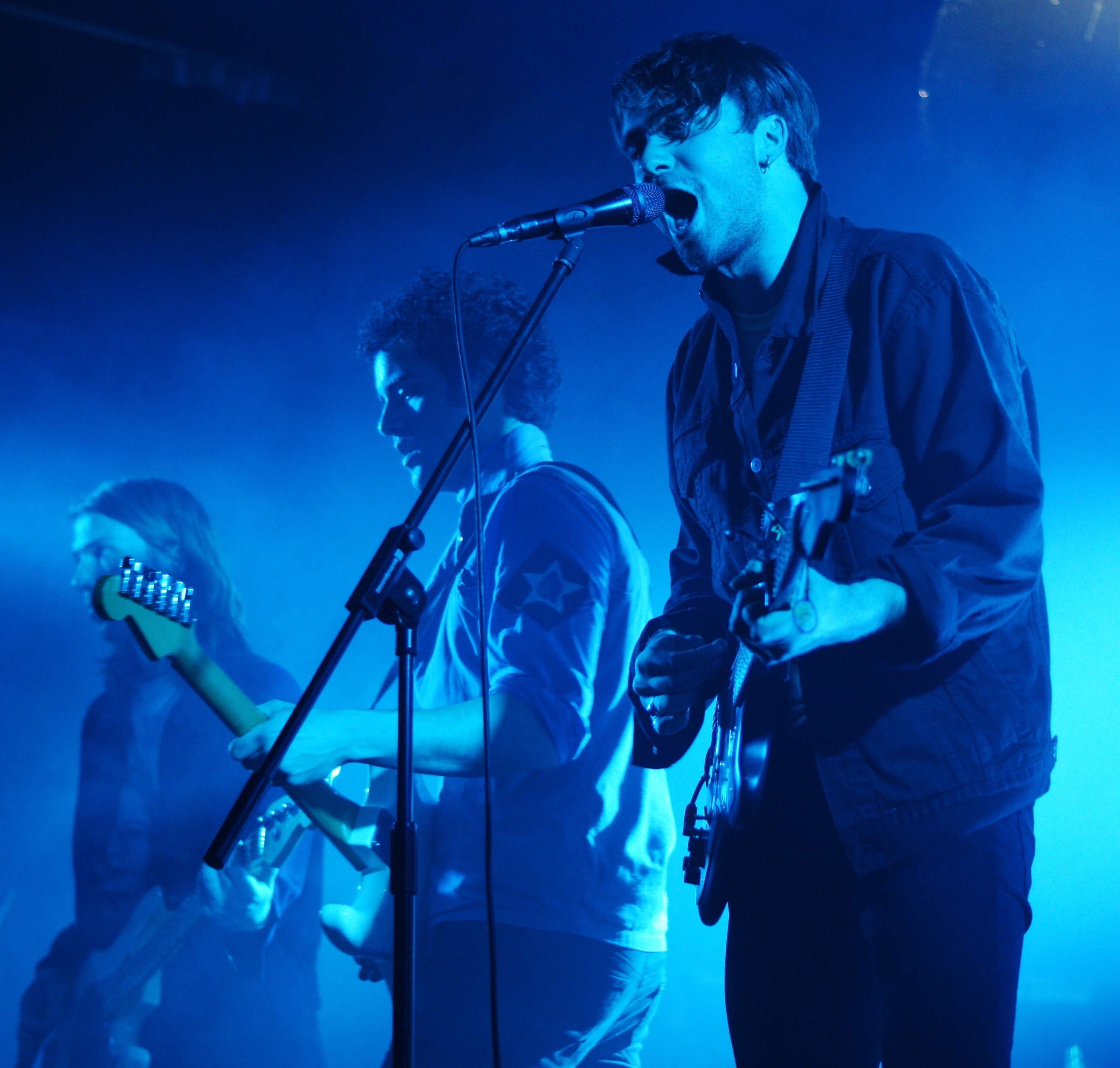
Bài hát được thể hiện lại bởi ban nhạc người Anh The Vaccines tại phần Live Lounge của BBC Radio 1

- Tháng 8, 2012, nghệ sĩ YouTube Tyler Ward thu âm và phát hành một phiên bản khác của bài hát.[90]
- Ban nhạc Kitô giáo Anthem Lights đăng tải một phiên bản hát lại của bài hát lên YouTube vào tháng 8 năm 2012.[91]
- Tháng 9, 2012, bài hát được trình diễn lại bởi ban nhạc người Anh The Vaccines ở phần Live Lounge của BBC Radio 1.[92]
- Bộ ba nhạc pop Hanson trình bày bài hát này trên đài phát thanh Úc vào tháng 9 năm 2012.[93]
- Travis Garland thu âm một phiên bản R&B của bài hát vào tháng 9 năm 2012.[94]
- Nick Mulvey thể hiện một phiên bản acoustic của bài hát ở phần Live Lounge của BBC Radio 1 vào tháng 9 năm 2012.[95]
- Boyce Avenue hợp tác với Hannah Trigwell cho một phiên bản của bài hát, phiên bản này được phát hành vào tháng 11 năm 2012.[96]
- Ca sĩ người Anh Example biểu diễn bài hát ở phần Live Lounge của BBC Radio 1 vào tháng 11 năm 2012.[97]
- The Radioactive Chicken Heads thu âm một phiên bản punk rock của bài hát vào tháng 11 năm 2012.[98]
- Tháng 1, 2013, diễn viên Samuel L. Jackson đọc lời của bài hát trên đài phát thanh Capital FM.[99]
- Nhóm nhạc thiếu nhi Kidz Bop trình bày lại bài hát cho album phòng thu thứ 23 của họ.[100]
- Ban nhạc comedy rock The Aquabats biểu diễn phiên bản của họ tại một số buổi diễn của họ từ cuối năm 2012 tới đầu năm 2013.[101]
- Diễn viên broadway Aaron Tveit hát lại bài hát trong một buổi hòa nhạc vào tháng 5 năm 2013 tại 54 Below.[102]
- Jimmy Eat World biểu diễn trực tiếp bài hát trong chuyến lưu diễn giữa năm 2013 của họ nhằm quảng bá cho album Damage, và thể hiện bài hát tại chương trình nói chuyện đêm muộn của Conan O'Brien vào tháng 7 năm 2013.[103] Bài trình diễn cũng xuất hiện trong EP iTunes Session của họ được phát hành cũng vào tháng 7 năm 2013.[104]
- Tháng 7, 2013, người dẫn chương trình This Morning, Matt Johnson, biểu diễn bài hát dưới vai Swift trong tuần thứ hai của chương trình Your Face Sounds Familiar.[105]
- Ban nhạc rock Nhật Bản My First Story phát hành một phiên bản trình diễn lại cả họ tại mặt B của đĩa đơn "不可逆リプレイス" (Fukagyaku Replace).[106]

### Phiên bản nhại lại
Video âm nhạc nhại lại từ loạt phim Breaking Bad lấy tên "We Are Never Ever Gonna Cook Together" được đăng tải trên YouTube vào ngày 18 tháng 10 năm 2012 trên tài khoản teddiefilms. Tập 22 của mùa thứ mười loạt phim Grey's Anatomy được lấy tên là "We Are Never Ever Getting Back Together". Ngày 8 tháng 9 năm 2012, ngôi sao YouTube Shane Dawson, nhại lại bài hát này, phát hành riêng một phiên bản thu âm trong phòng thu và phát hành một video âm nhạc trên kênh YouTube của anh.
Kênh Sky News phối khí lại bài diễn thuyết của David Cameron khiến nó nhìn giống như anh đang nói lại phần điệp khúc của bài hát.

## Danh sách bài hát
Tải nhạc số/Đĩa đơn CD giới hạn
1. "We Are Never Ever Getting Back Together" – 3:12

## Những người thực hiện
Đội ngũ thực hiện được lấy dựa theo phần ghi chú bìa của đĩa đơn CD.
| - Taylor Swift - hát chính, sáng tác - Scott Borchetta – sản xuất điều hành - Tom Coyne – chủ nhiệm - Eric Eylands – trợ lý thu âm - Max Martin – sản xuất, sáng tác, nhạc cụ phím - Serban Ghenea – hòa âm - John Hanes – kỹ sư | - Sam Holland – thu âm - Michael Ilbert – thu âm - Tim Roberts – trợ lý kỹ sư - Shellback – sản xuất, sáng tác, guitar, bass, nhạc cụ phím, lập trình |  |

## Xếp hạng và chứng nhận
| Bảng xếp hạng (2012–2013)                  | Vị trí cao nhất |
| ------------------------------------------ | --------------- |
| Úc (ARIA)                                  | 3               |
| Áo (Ö3 Austria Top 40)                     | 22              |
| Bỉ (Ultratop 50 Flanders)                  | 26              |
| Bỉ (Ultratop 50 Wallonia)                  | 42              |
| Brazil Billboard Brazil Hot 100            | 63              |
| Canada (Canadian Hot 100)                  | 1               |
| Canada AC (Billboard)                      | 1               |
| Cộng hòa Séc (Rádio Top 100)               | 26              |
| Đan Mạch (Tracklisten)                     | 18              |
| Phần Lan (Suomen virallinen lista)         | 18              |
| Pháp (SNEP)                                | 18              |
| Đức (GfK)                                  | 21              |
| Honduras (Honduras Top 50)                 | 21              |
| Hungary (Rádiós Top 40)                    | 9               |
| Ireland (IRMA)                             | 4               |
| Israel (Media Forest)                      | 2               |
| Nhật Bản (Billboard Japan Hot 100)         | 2               |
| Hà Lan (Single Top 100)                    | 24              |
| New Zealand (Recorded Music NZ)            | 1               |
| Na Uy (VG-lista)                           | 6               |
| Philippines (PARI/MyMusicStore)            | 1               |
| Slovakia (Rádio Top 100)                   | 41              |
| Hàn Quốc (GAON)                            | 2               |
| Tây Ban Nha (PROMUSICAE)                   | 9               |
| Thụy Điển (Sverigetopplistan)              | 16              |
| Thụy Sĩ (Schweizer Hitparade)              | 21              |
| Anh Quốc (OCC)                             | 4               |
| Hoa Kỳ Billboard Hot 100                   | 1               |
| Hoa Kỳ Hot Country Songs (Billboard)       | 1               |
| Hoa Kỳ Adult Contemporary (Billboard)      | 10              |
| Hoa Kỳ Adult Pop Airplay (Billboard)       | 7               |
| Hoa Kỳ Dance/Mix Show Airplay (Billboard)  | 21              |
| Hoa Kỳ Pop Airplay (Billboard)             | 2               |
| Hoa Kỳ Rhythmic (Billboard)                | 35              |
| Venezuela Pop Rock General (Record Report) | 6               |

| Bảng xếp hạng (2012)                 | Vị trí |
| ------------------------------------ | ------ |
| Úc (ARIA)                            | 19     |
| Canada (Canadian Hot 100)            | 39     |
| New Zealand (RIANZ)                  | 19     |
| UK Singles (Official Charts Company) | 26     |
| US Billboard Hot 100                 | 33     |
| US Hot Country Songs (Billboard)     | 86     |
| Bảng xếp hạng (2013)                 | Vị trí |
| Canada (Canadian Hot 100)            | 100    |
| Nhật Bản (Japan Hot 100)             | 16     |
| UK Singles (Official Charts Company) | 175    |
| US Hot Country Songs (Billboard)     | 14     |

| Quốc gia | Chứng nhận  | Số đơn vị/doanh số chứng nhận |
| --- | ----------- | ----------------------------- |
| Úc (ARIA) | 5× Bạch kim | 350.000^                      |
| Canada (Music Canada) | Vàng        | 40,000^                       |
| Ý (FIMI) | Vàng        | 15,000‡                       |
| Nhật Bản (RIAJ) | Triệu       | 1,000,000^                    |
| México (AMPROFON) | Vàng        | 30,000*                       |
| New Zealand (RMNZ) | 2× Bạch kim | 30,000*                       |
| Thụy Điển (GLF) | Bạch kim    | 40,000‡                       |
| Anh Quốc (BPI) | Bạch kim    | 600.000‡                      |
| Hoa Kỳ (RIAA) | 6× Bạch kim | 3,900,000                     |
| Lượng nghe thử |             |                               |
| Đan Mạch (IFPI Đan Mạch) | Bạch kim    | 2,600,000^                    |
| * Chứng nhận dựa theo doanh số tiêu thụ. ^ Chứng nhận dựa theo doanh số nhập hàng. ‡ Chứng nhận dựa theo doanh số tiêu thụ và phát trực tuyến. |             |                               |

## Giải thưởng và đề cử
| Năm  | Giải thưởng                                    | Hạng mục                                  | Kết quả   | Nguồn   |
| ---- | ---------------------------------------------- | ----------------------------------------- | --------- | ------- |
| 2013 | Giải thưởng Âm nhạc Độc lập                    | Đĩa đơn quốc tế của năm                   | Đề cử     | [ 170 ] |
| 2013 | Giải thưởng Âm nhạc Độc lập                    | Video quốc tế của năm                     | Đề cử     | [ 170 ] |
| 2013 | Giải Grammy                                    | Thu âm của năm                            | Đề cử     | [ 171 ] |
| 2013 | Giải Sự lựa chọn của Công chúng                | Bài hát yêu thích                         | Đề cử     | [ 172 ] |
| 2013 | Giải thưởng Âm nhạc Viện hàn lâm nhạc đồng quê | Video của năm                             | Đề cử     | [ 173 ] |
| 2013 | Giải Sự lựa chọn của Thiếu nhi                 | Bài hát yêu thích                         | Đề cử     | [ 174 ] |
| 2013 | Premios Oye!                                   | Bài hát tiếng Anh                         | Đề cử     | [ 175 ] |
| 2013 | Giải thưởng Âm nhạc Radio Disney               | Bài hát chia tay xuất sắc nhất            | Đoạt giải | [ 176 ] |
| 2013 | Giải thưởng Âm nhạc Billboard                  | Bài hát được phát sóng nhiều nhất (video) | Đề cử     | [ 177 ] |
| 2013 | Giải thưởng Âm nhạc Billboard                  | Bài hát nhạc đồng quê xuất sắc nhất       | Đoạt giải | [ 177 ] |
| 2013 | Giải thưởng Âm nhạc CMT                        | Video của năm                             | Đề cử     | [ 178 ] |
| 2013 | Giải Video âm nhạc của MTV Nhật Bản            | Video nữ giới xuất sắc nhất               | Đề cử     | [ 179 ] |
| 2013 | Giải Video âm nhạc của MTV Nhật Bản            | Video nhạc pop xuất sắc nhất              | Đề cử     | [ 179 ] |
| 2013 | Giải Video âm nhạc của MTV Nhật Bản            | Bài hát karaoke xuất sắc nhất             | Đề cử     | [ 179 ] |
| 2013 | Giải Sự lựa chọn của Giới trẻ                  | Bài hát nhạc đồng quê                     | Đoạt giải | [ 180 ] |
| 2013 | Giải Sự lựa chọn của Giới trẻ                  | Bài hát chia tay                          | Đề cử     | [ 180 ] |
| 2014 | Giải thưởng Âm nhạc Thế giới                   | Bài hát xuất sắc nhất                     | Đề cử     | [ 181 ] |
| 2014 | Giải thưởng Âm nhạc Thế giới                   | Video xuất sắc nhất                       | Đề cử     | [ 182 ] |

## Lịch sử phát hành
| Quốc gia       | Ngày                | Định dạng               | Hãng đĩa            |
| -------------- | ------------------- | ----------------------- | ------------------- |
| Úc             | 14 tháng 8 năm 2012 | Tải nhạc số             | Big Machine Records |
| Pháp           | 19 tháng 8 năm 2012 | Tải nhạc số             | Big Machine Records |
| Đức            | 19 tháng 8 năm 2012 | Tải nhạc số             | Big Machine Records |
| Ý              | 19 tháng 8 năm 2012 | Tải nhạc số             | Big Machine Records |
| Nhật Bản       | 19 tháng 8 năm 2012 | Tải nhạc số             | Big Machine Records |
| New Zealand    | 13 tháng 8 năm 2012 | Tải nhạc số             | Big Machine Records |
| Tây Ban Nha    | 19 tháng 8 năm 2012 | Tải nhạc số             | Big Machine Records |
| Thụy Sĩ        | 13 tháng 8 năm 2012 | Tải nhạc số             | Big Machine Records |
| Vương quốc Anh | 14 tháng 8 năm 2012 | Tải nhạc số             | Big Machine Records |
| Vương quốc Anh | 19 tháng 8 năm 2012 | Tải nhạc số             | Big Machine Records |
| Hoa Kỳ         | 13 tháng 8 năm 2012 |                         | Big Machine Records |
| Hoa Kỳ         | 13 tháng 8 năm 2012 | Đài phát thanh Hot AC   | Big Machine Records |
| Hoa Kỳ         | 14 tháng 8 năm 2012 | Tải nhạc số             | Big Machine Records |
| Hoa Kỳ         | 14 tháng 8 năm 2012 | Đài phát thanh CHR      | Big Machine Records |
| Hoa Kỳ         | 21 tháng 8 năm 2012 | Đài phát thanh đồng quê | Big Machine Records |
| Hoa Kỳ         | 4 tháng 9 năm 2012  | Đĩa đơn CD              | Big Machine Records |